# ناحیه لینتس لند
ناحیه لینتس لند (به آلمانی: Linz-Land District) یک ناحیه در اتریش است که در اوبراسترایش واقع شده‌است. ناحیه لینتس لند ۱۳۸٬۷۲۱ نفر جمعیت دارد.